# Heavy Metal and Reflective
„Heavy Metal and Reflective” este un cântec a rapperiței Americane Azealia Banks de pe albumul său de debut Broke with Expensive Taste (2014). Acesta a fost lansat ca al doilea single de pe album pe data de 28 iulie 2014. Producția piesei a fost preluată de către Lil Internet, care de asemenea a produs single-ul anterior Yung Rapunxel (2013), piesa a fost scrisă de Banks, James Striffe și Julian Wodsworth. Piesa a primit în general recenzii mixte din partea criticilor, care au completat sunetul de asamblu, dar au criticat vocea lui Banks.

## Videoclipul
Banks a anunțat inițial lansarea piesei prin intermediul unui tweet cu un videoclip cu videoclipul oficial a piesei, pe data de 18 iulie 2014. În continuare, banks a fost văzută stând sub soare, și cu o salopeta neagră împodobită cu flăcări pe piept și cu flăcări 3D potrivite pe mânecă. Criticii au numit data de lansare îndrăzneță, că videoclipul a fost programat să fie lansat la doar douăzeci și patru de ore după piesa Anaconda a cântareței de muzica rapp feminin Nicki Minaj. Videoclipul a fost lansat pe data de 5 august 2014, și a fost regizat de către Rob Soucy și Nick Ace. În videoclip, Banks scapă din a fi răpită și lăsată în deșert, înainte de a conduce o gașca de motocicliști prin teren, ea se înarmează cu câini pitbull.

## Lista pieselor
- Digital download[6]

1. "Heavy Metal and Reflective" (Explicit) — 2:30
2. "Heavy Metal and Reflective" (Clean) — 2:30

## Clasamente
| Clasament (2014)           | Poziție maximă |
| -------------------------- | -------------- |
| Regatul Unit (Indie Chart) | 40             |
| Regatul Unit (OCC)         | 10             |

## Istoricul lansărilor
| Țară             | Dată          | Format              | Casă de discuri       | Ref.  |
| ---------------- | ------------- | ------------------- | --------------------- | ----- |
| La nivel mondial | 28 iulie 2014 | Descărcare digitală | Azealia Banks Records | [ 7 ] |